# JECFA
Der Gemeinsame FAO/WHO-Sachverständigenausschuss für Lebensmittelzusatzstoffe (engl. Joint FAO/WHO Expert Committee on Food Additives – JECFA) wurde auf einer gemeinsamen Konferenz der Ernährungs- und Landwirtschaftsorganisation (FAO) und Weltgesundheitsorganisation (WHO) im September 1955 in Genf (Schweiz) ins Leben gerufen.
Ziel der Expertenkommission ist es, die Gefährlichkeit von Lebensmittelzusatzstoffen einzuschätzen und Empfehlungen für deren Verwendung zu geben. Hierzu gehören Festlegungen über die Reinheit der Zusatzstoffe sowie deren maximal erlaubter Tagesdosis. Neben dem Sammeln von Informationen über Lebensmittelzusatzstoffe werden auch eigene Untersuchungen durchgeführt. Die Kommission tagt normalerweise mindestens einmal jährlich seit 1956 an wechselnden Orten. Die JEFCA hat die mehr als 2600 Berichte von 1956 bis 2000 in einer Datenbank zusammengefasst.
Das Äquivalent für die Europäische Union ist der Wissenschaftliche Lebensmittelausschuss, welcher dem EU-Rat untersteht.